# Клейман, Исаак Бенционович
Исаак Бенционович Клейман (19 октября 1921 — 13 февраля 2012) — украинский советский археолог-античник.

## Биография
Учился в Ленинградском артиллерийском училище (1939—1941). Участник Великой Отечественной войны. Награждён орденом Красной Звезды (1943). После демобилизации окончил исторический факультет Одесского университета (1952).
Область интересов — античная археология, прежде всего по западной части Северного Причерноморья, древнего города Тиры в устье Днестра. Опубликовал около 100 научных работ.
С 1963 по 1988 год — руководитель и заместитель руководителя археологической экспедиции, проводившей раскопки древней Тиры и средневекового Белгорода. Также принимал участие в других археологических экспедициях в Северо-Западном Причерноморье.
Работал в Одесском археологическом музее Национальной академии наук Украины, на протяжении ряда лет заведовал отделом классической археологии музея.

## Монографии
- Античная Тира и средневековый Белгород (в соавторстве с А. И. Фурманской и С. Д. Крыжицким). Киев: Наукова думка, 1979.
- Древний город Тира (историко-археологический очерк) (в соавторстве с П. О. Карышковским). Киев: Наукова думка, 1985 (английское издание — The City of Tyras. A Historical and Archaeological Essay. Одесса: Polis-Press, 1994).

## Статьи
- Клейман И. Б. Античные города Северного Причерноморья. // Одесский археологический музей. Путеводитель. Одесса: Маяк, 1970, С. 20—30.
- Крыжицкий С. Д., Клейман И. Б. Житловий будинок і укріплення Тіри перших століть нашої ери. // Археология. — 1978, — Вып. 25. — С. 83—95.